# Bronisław Komorowski
Bronisław Maria Komorowski (4 de juny de 1952, Oborniki Śląskie) és un polític polonès, historiador de formació, que ocupà el càrrec de president de la República de Polònia del 2010 al 2015. A més, de 2000 a 2001 va ser ministre de Defensa, i el 2007 va ser elegit president de la cambra baixa del parlament.
A principis de 2010, va ser investit candidat de l'oposició a la presidencial de cap d'any, contra el president Lech Kaczyński. Tanmateix, la mort d'aquest en un accident d'avió, el 10 d'abril de 2010 en va fer constitucionalment el president interí de Polònia. Posteriorment, les eleccions presidencials anticipades les guanyà a la segona volta contra Jarosław Kaczyński, el 4 de juliol de 2010.

## Vida personal
És el fill de l'africanista Zygmunt Komorowski i de Jadwiga z Szalkowskich. És casat des de 1977 amb Anną Dembowska i tenen 5 fills: Zofia (1979), Tadeusz (1981), Maria (1983), Piotr (1986) i Elżbieta (1989).